# 紅花風鈴木
紅花風鈴木（學名：Tabebuia rosea），又稱洋紅風鈴木，是一種新熱帶界的樹種，樹高可達30公尺，直徑可達1公尺。在哥斯大黎加，此樹被称為，即西班牙語中「草原中的橡樹」。因為其開花的欣賞價值，这种树經常在伐木區域得以保留。薩爾瓦多稱之為，並作為她們的國樹。台灣在1967年引入栽植。

## 名稱
馬來西亞馬來語稱紅花風鈴木為「tekoma」

斯里蘭卡僧伽羅語 稱紅花風鈴木為「රොබරෝසියා (Robarōsiyā)」 
泰國泰語 稱紅花風鈴木為 「ชมพูพันธุ์ทิพย์」 

## 概述
本種主要分布於南墨西哥，拓展至委內瑞拉及厄瓜多。海拔1200公尺以下皆有分布，分布區域氣溫平均約在20°C至30°C之間，年雨量在500毫米以上。
樹冠廣，分枝稀少。樹皮灰或棕色，皮孔垂直縱列。葉為掌狀複葉，由五片複葉構成，會落葉，中間一葉最大。約一月至二月開花，花紫色或粉紅，葉落盡後方才綻放。蟲媒花。有時小型鳥，如鶯、蜂鳥、鵯也會協助授粉。蓇葖果，果實呈長條狀，約35公分，約在二月至四月結實，果實乾燥後會開裂，種子包在透明膜中，藉風力傳播。種子含水量約13%，含水時一公斤平均約有45,000顆種子。種子的發芽率將近100%。
紅花風鈴木具觀賞價值，普遍見於新熱帶城市的公園或花圃，雨季時綠葉濃密，可供遮陰；乾季時，花朵繁盛，可供觀賞。
- 開滿花的紅花風鈴木
- 紅花風鈴木的花序
- 紅花風鈴木果實及種子
- 紅花風鈴木樹皮

## 藥用
紅花風鈴木皮層製的藥物可以驅除寄生蟲、瘧疾，以及子宮癌。熬煮花、葉及根可退燒至止痛，也可治療扁桃腺炎。
紅花風鈴木含有具多種藥用成分的lapachol，是其他風鈴木屬植物所沒有的，lapachol是一種萘醌衍生物，與維生素K相關。
然而，由於lapachol的副作用，實際被應用以治療癌症的希望不大。

## 外部連結
- Tabebuia rosea at Atta, INBio（英语：Atta, INBio）
- http://www.rngr.net/Publications/ttsm/Folder.2003-07-11.4726/PDF.2004-03-16.4640/file （页面存档备份，存于）
- Tabebuia rosea at Atta, INBio（英语：Atta, INBio）